# Pierre-Luc Périchon
Pour les articles homonymes, voir Périchon.
Pierre-Luc Périchon, né le 4 janvier 1987 à Bourg-en-Bresse, est un coureur cycliste français, professionnel de 2012 à 2023.

## Biographie

### Jeunesse et carrière amateur
Originaire de Saint-Jean-de-Niost, Pierre-Luc Périchon commence à pratiquer le cyclisme à l'âge de cinq ans au Vélo Club d'Ambérieu-en-Bugey, où son père est entraîneur. Il est notamment champion de France de l'américaine en catégorie cadet en 2003 et en catégorie junior en 2004, avec Guillaume Perrot.
Après quatorze années au VC Ambérieu, il rejoint le Saint-Vulbas Vélo Sport (SVVS), club de Division nationale 2. 
Après deux années dans ce club, il est engagé par le SCO Dijon en 2009. Durant sa première saison dans ce club, il gagne six titres de champion de Bourgogne sur piste puis, sur route, le Tour du Pays de Gex et le Grand Prix de Blangy, manche de la Coupe de France DN1, où il réalise un doublé avec son coéquipier Alexis Coulon. 
En 2010, il gagne le Grand Prix de Beuvry-la-Forêt, une étape du Tour de Franche-Comté, termine cinquième du Rhône-Alpes Isère Tour et est pendant trois jours leader du Tour Alsace. 
En 2011, il gagne une étape du Tour du Loir-et-Cher, course figurant au calendrier de l'UCI Europe Tour. Il termine également deuxième du classement général de cette course. Il s'illustre en Coupe de France en étant le coureur ayant marqué le plus de points et en gagnant deux des huit manches : la Boucle de l'Artois en avril et le Grand Prix de Blangy en septembre, pour sa dernière course en tant qu'amateur. Approché par l'équipe continentale La Pomme Marseille, il y devient professionnel en 2012.

### Carrière professionnelle

#### Saisons 2012 à 2014
En 2012, Pierre-Luc Périchon fait ses débuts parmi les professionnels lors de l'Étoile de Bessèges, dont il prend la neuvième place. En avril, il obtient sa première victoire en gagnant Paris-Camembert. Il se distingue également en terminant neuvième des Boucles de la Mayenne, après s'être classé troisième de la dernière étape. Au mois d'août, il prend la douzième place du difficile Tour de l'Ain.

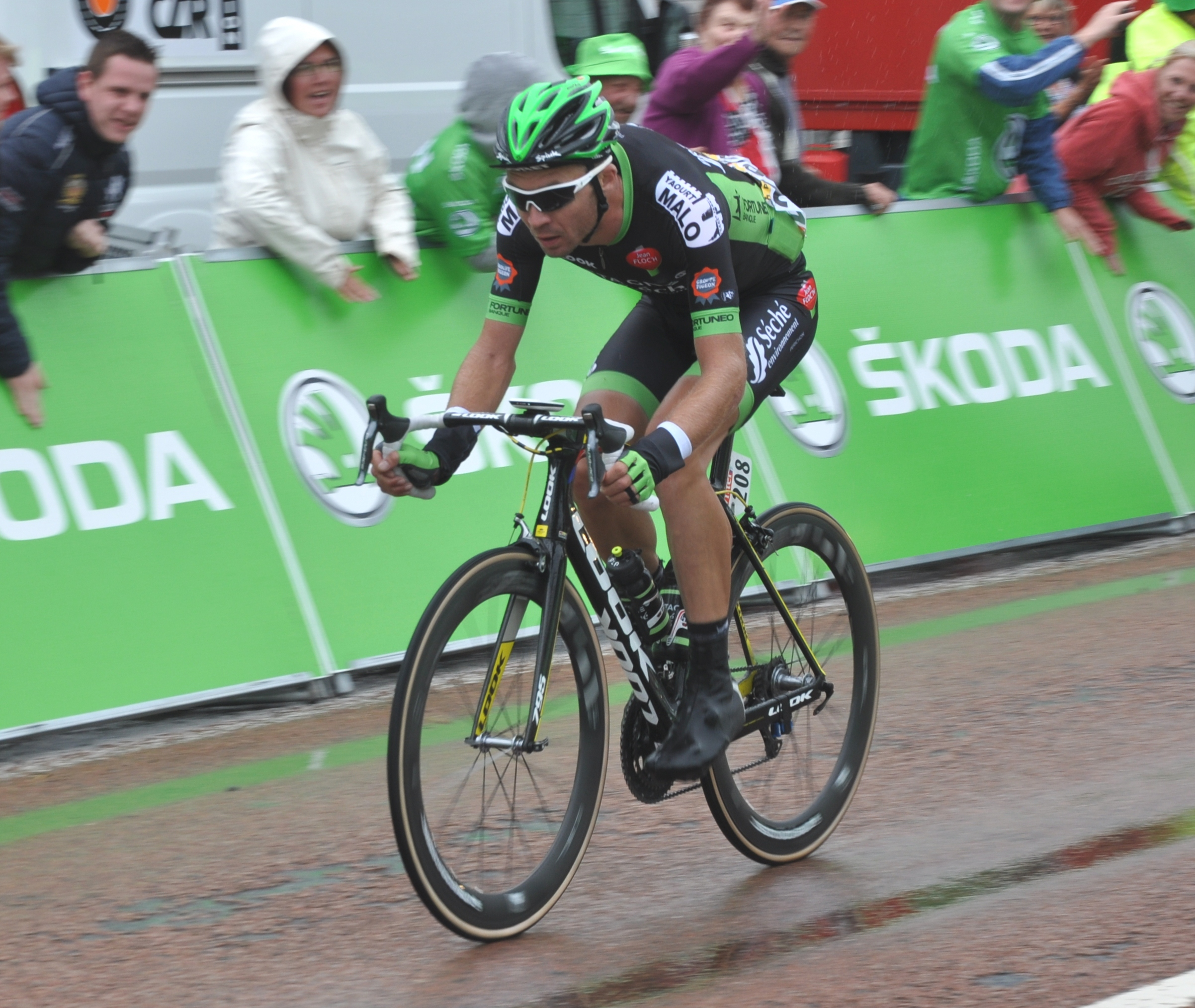
Pierre-Luc Périchon échappé durant la cinquième étape du Tour de France 2015.

En 2013, il rejoint l'équipe Bretagne-Séché Environnement. Il gagne cette année-là une étape du Tour de Bretagne.
Non retenu pour participer au Tour de France en 2014 avec l'équipe bretonne, il convainc tout de même sa formation de le prolonger pour la saison 2015, à la suite de sa bonne fin de saison. Il est notamment troisième du Tour du Doubs et huitième de Paris-Tours.

#### Saison 2015
En 2015, il prend la quatrième place du Tour de Langkawi, la cinquième place du Tro Bro Leon, la troisième place des Boucles de la Mayenne, la neuvième place du Tour des Pays de Savoie, la onzième place du championnat de France. En juillet, il dispute son premier grand tour, le Tour de France. Lors de la cinquième étape, entre Arras et Amiens, il est échappé seul pendant 90 kilomètres.

#### Saison 2016
Le 8 mars 2016, il se fracture la clavicule sur la troisième étape de Paris-Nice après qu'une vague dans le peloton l'a poussé hors de la route. Il reprend la compétition fin avril sur le Tour de Bretagne. Deux mois plus tard, il enlève la troisième étape du Tour de Savoie Mont Blanc. À la suite de ses performances sur cette course, il est retenu pour participer à son second Tour de France. Son rôle, comme en 2015, est de se glisser dans les échappées qui ont des chances d'aller au bout. Avant la Grande Boucle, il se montre à son avantage lors des championnats de France, y prenant la 6e place après 230 kilomètres en tête de course.

#### Saison 2017
Au premier semestre 2017, il s'adjuge la dernière étape et le classement des grimpeurs du Tour de Savoie Mont-Blanc. Une semaine plus tard, il se présente au départ des championnats de France, organisés à Saint-Omer (Pas-de-Calais). Il se classe huitième de l'épreuve contre-la-montre, puis quatrième de la course en ligne, au terme d'un sprint en petit comité remporté par Arnaud Démare. Durant l'été, il participe une nouvelle fois au Tour de France. Il s'y montre à plusieurs reprises dans des échappées, et termine huitième de la dernière étape arrivant sur l'avenue des Champs-Élysées. Il conclut l'épreuve à la 42e place, son meilleur classement final pour sa troisième participation. En octobre, il remporte le Duo normand, avec son coéquipier Anthony Delaplace.

#### Saison 2018
Pour sa sixième saison au sein de la structure bretonne, il connait ses premiers résultats en mars, 25e de la Classic Loire-Atlantique puis 13e de Cholet-Pays de la Loire le lendemain. En juin, il participe au championnat de France de contre-la-montre, duquel il prend la 12e place. Il est sélectionné par Cyrille Guimard en juillet pour représenter la France aux championnats d'Europe de cyclisme sur route le mois suivant. Il y fait partie de l'échappée finale mais craque dans les dix derniers kilomètres, terminant 8e. Une semaine auparavant, il remportait la Polynormande devant Pierre Gouault. En septembre, on le retrouve 9e du Tour du Doubs. Le 16 septembre est annoncé son départ pour Cofidis, séduit par le projet présenté par Cédric Vasseur, s'y voyant jouer  autant « le rôle de dynamiteur de course, de preneur d’initiatives que de capitaine de route auprès des espoirs en devenir. ».

#### Saison 2020
Périchon est remplaçant pour la course en ligne des championnats du monde 2020.

#### Saison 2021
Au début du mois de juin 2021 est annoncée la prolongation de son contrat jusqu'en fin d'année 2023.

#### Saison 2022
Initialement non retenu pour participer au Tour de France, Périchon est sélectionné la veille du départ, à la suite d'un test positif au SARS-CoV-2 de son coéquipier Bryan Coquard qui est contraint de déclarer forfait.

#### Saison 2023
Après 12 années en tant que professionnel, il met un terme à sa carrière à l'issue de la saison.

## Palmarès sur route

### Coureur amateur
| - 2007 - 3e épreuve du Tour de l'Ardèche méridionale - 3e du Tour de l'Ardèche méridionale - 2008 - Prologue de l'Essor breton - 3e étape du Tour du Pays de Gex - 2e du Tour du Charolais - 2e de Bourg-Arbent-Bourg - 3e du Circuit des Vignes - 3e du Tour d'Eure-et-Loir - 2009 - Grand Prix de Blangy - 4e étape du Tour des Deux-Sèvres - Tour du Pays de Gex : - Classement général - 1re et 3e étapes | - 2010 - Grand Prix de Beuvry-la-Forêt - 3e étape du Tour de Franche-Comté - 3e étape du Tour d'Auvergne - 2e de la Nocturne de Bar-sur-Aube - 2011 - Classement général de la Boucle de l'Artois - 2e étape du Tour du Loir-et-Cher - 5e étape du Tour Nivernais Morvan - Nocturne de Bar-sur-Aube - Grand Prix de Blangy - 2e du Tour du Loir-et-Cher - 2e du Grand Prix de Chardonnay - 3e du championnat de Bourgogne sur route - 3e du Grand Prix de Troyes - 3e de la Semi-nocturne de Mâcon |  |

### Coureur professionnel
| - 2012 - Paris-Camembert - 2013 - 7e étape du Tour de Bretagne - 2014 - 3e du Tour du Doubs - 2015 - 3e des Boucles de la Mayenne - 2016 - 3e étape du Tour de Savoie Mont-Blanc - 2017 - 5e étape du Tour de Savoie Mont-Blanc - Duo normand (avec Anthony Delaplace) | - 2018 - Polynormande - 8e du championnat d'Europe sur route - 2019 - 2e de Paris-Camembert - 2021 - 2e de Paris-Camembert - 3e du Tour du Limousin-Périgord en Nouvelle-Aquitaine |  |

### Résultats sur les grands tours

#### Tour de France
7 participations
- 2015 : 81e
- 2016 : 93e
- 2017 : 42e
- 2019 : 57e
- 2020 : 86e
- 2021 : 92e
- 2022 : 63e

#### Tour d'Italie
1 participation
- 2022 : 94e

#### Tour d'Espagne
1 participation
- 2020 : 97e

### Classements mondiaux
| Année                                 | 2009 | 2010 | 2011 | 2012 | 2013 | 2014 | 2015 | 2016 | 2017 | 2018 | 2019 | 2020 | 2021 | 2022  | 2023 |
| ------------------------------------- | ---- | ---- | ---- | ---- | ---- | ---- | ---- | ---- | ---- | ---- | ---- | ---- | ---- | ----- | ---- |
| Classement mondial                    |      |      |      |      |      |      |      | 907e | 348e | 281e | 585e | nc   | 210e | 2141e | 685e |
| UCI Europe Tour                       | 878e | 529e | 419e | 153e | 504e | 170e | 299e | 586e | 196e | 152e | 442e | nc   | 181e | 1346e | nc   |
| UCI Asia Tour                         | nc   | nc   | nc   | nc   | nc   | nc   | 119e | nc   | nc   | 564e |      |      |      |       |      |
|                                       |      |      |      |      |      |      |      |      |      |      |      |      |      |       |      |
| Légende : nc = non classéSource : UCI |      |      |      |      |      |      |      |      |      |      |      |      |      |       |      |

## Palmarès sur piste

### Championnats de France
- 2003
  -  Champion de France de l'américaine cadets (avec Guillaume Perrot)
- 2004
  -  Champion de France de l'américaine juniors (avec Guillaume Perrot)
- 2005
  - 2e de la course aux points juniors
- 2006
  - 2e de la course aux points espoirs
- 2007
  - 3e de l'américaine espoirs
  - 3e de la course aux points espoirs
- 2008
  - 2e de l'américaine
- 2011
  - 2e de la course aux points
- 2013
  - 2e de la course aux points
- 2014
  - 3e de la poursuite par équipes